# مراکز اجتماعی
مراکز اجتماعی (یا مرکز اجتماعی) فضاهای در اختیار جوامع انسانی هستند. یک مرکز اجتماعی ساختمانی است که طیف وسیعی از فعالیت‌ها توسط گروه‌های اجتماعی و بدون اهداف انتفاعی در آن صورت می‌گیرد. این مراکز ممکن است مراکز سازمان دهنده برای فعالیت‌های محلی یا ارائه دهنده پشتیبانی برای اقلیتهای اجتماعی از جمله زندانیان و پناهجویان باشند. کافی نت‌ها، مغازه‌های آزاد، آزمایشگاه‌های عمومی کامپیوتر، محل‌های دیوارنگاری و نقاشی‌های دیواری، اجتماعات حقوقی تعاونی و محل اسکان مسافران نمونه آنهاست. خدماتی که در مراکز اجتماعی ارائه می‌شود هم از نیاز مخاطبان و هم از مهارتهای مشارکت کنندگان در این مراکز سرچشمه می‌گیرد.
مراکز اجتماعی اغلب در ساختمان‌های بزرگ قرار دارند و در نتیجه می‌تواند میزبان جلسات فعالانه، کنسرت، کتابفروشیها، گروه‌های رقص و نمایشگاه‌های هنری و مانند آنها باشند.

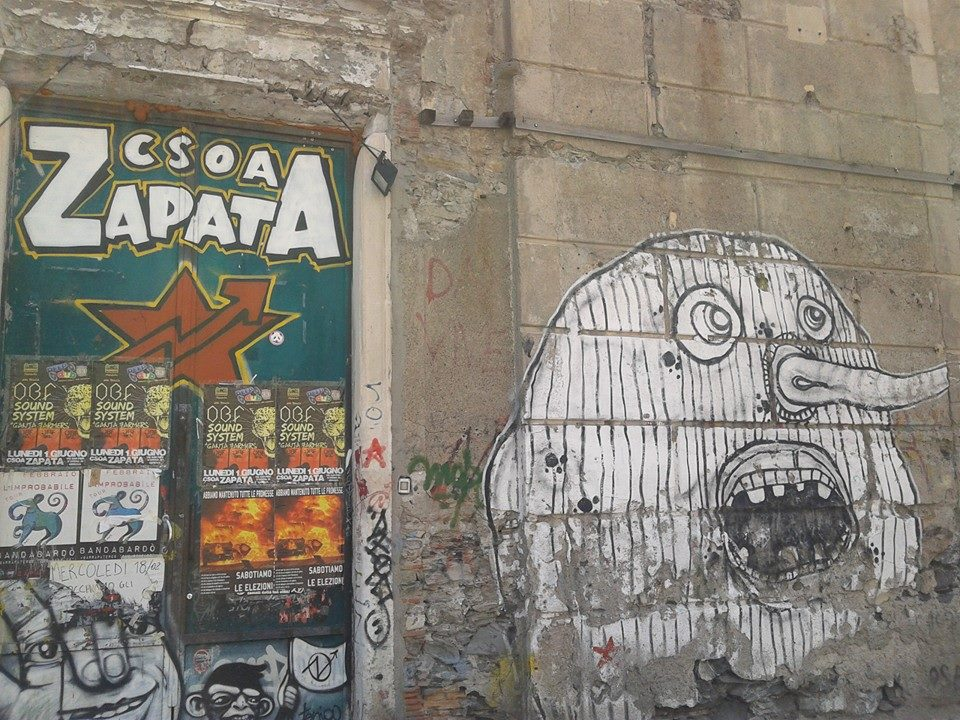
ورود معروف CSOA زاپاتا - اجتماعی مرکز - در جنوابا Sampierdarena

مراکز اجتماعی با نام فضای آزاد هم شناخته می‌شوند و ممکن است به صورت فضای امن طراحی شوند که گفتگوهای که در آنجا صورت می‌گیرد گسترش پیدا نکند. 
مراکزی مانند قهوه‌خانه‌ها هم ممکن است مرکز اجتماعی محسوب شوند بدون این که با این هدف ساخته شوند.

## فضاهای رایگان اجتماعی
مراکز اجتماعی مکانی برای معاشرت ایجاد می‌کنند که می‌تواند در قالب یک بار، کافه یا محل برگزاری موسیقی باشد. این مراکز همچنین دسترسی به اطلاعات را فراهم می‌کنند که کتابخانه‌ها و مراکز اطلاع‌رسانی از آن جمله هستند.
فضاهای اجتماعی داوطلبانه اداره می‌شوند و مردمی که کارهای این مراکز را انجام می‌دهند افراد عادی و داوطلب هستند نه مددکاران اجتماعی. پروژه‌های در حال اجرا روح همکاری و همبستگی و کمک متقابل را ایجاد می‌کند.
اغلب مراکز اجتماعی بر اساس روحیه غیر سلسله مراتبی و مبتنی بر اجماع در تصمیم‌گیری اداره می‌شوند.

## تفاوت از جامعه مراکز اجتماع محلی
مراکز اجتماعی متفاوت از مراکز اجتماع محلی هستند. مراز اجتماع رابطه اجتماعی با حکومت و موسسات دولتی دارند ولی مراکز اجتماع محلی «عمومی» هستند و کمتر تحت نفوذ و کنترل دولتها هستند. 

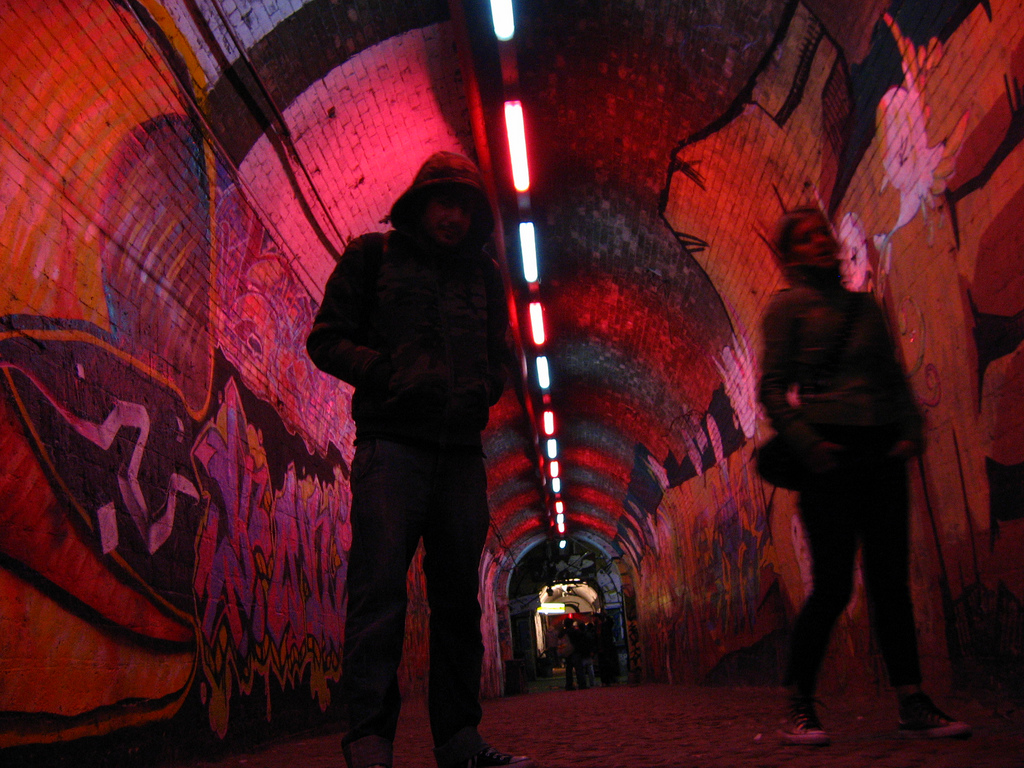
ورودی Forte Prenestino در رم ایتالیا

## یادداشت
1. ↑  Wright, Steve (1996). "Living In The Heart Of The Beast". Libcom. Black Flag #209. Retrieved 2015-11-06.